# Fort Ternan
Fort Ternan ist eine Stadt im Kisumu County in Kenia.

## Geschichte
Fort Ternan wurde 1895 gegründet und nach Brigadegeneral Trever Ternan benannt. Die Stadt liegt direkt an der Bahnstrecke Kisumu-Nairobi.
In der Nähe von Fort Ternan entdeckte Louis Leakey 1961 Fossilien von Kenyapithecus wickeri, einer Art der Menschenartigen aus dem Miozän. Außerdem fand Leakey dort Knochen einer Tiergattung der Mäuseartigen, die später von René Lavocat untersucht und Leakeymys benannt wurden. Bedeutend ist die Fundstelle auch für den kleinen und sehr seltenen, ebenfalls miozänen Feliden Kanuites, sowie für die Nashornform Paradiceros, die dem heutigen Spitzmaulnashorn ähnelte.

## Belege
1. ↑  William Robert Ochieng', Robert M. Maxon: An economic history of Kenya; 1992, ISBN 9966-46-963-X; hier online bei books.google, abgerufen am 5. Februar 2010.
2. ↑  Fossil Rodents from Fort Ternan, Kenya (PDF; 1,8 MB), Artikel auf nature.com, abgerufen am 5. Februar 2010.
3. ↑  Reihaneh Dehghani und Lars Werdelin: A new small carnivoran from the Middle Miocene of Fort Ternan, Kenya. Neues Jahrbuch zur Geologie und Paläontologie, Abhandlungen  248 (2), 2008, S. 233–244
4. ↑  Dirk A. Hooijer: A rhinoceros from the Late Miocene of Fort Ternan, Kenya. Zoologische Mededelingen, Leiden 43 (6), 1968, S. 77–92